# 森林王者モリキング
『森林王者モリキング』（しんりんおうじゃモリキング）は、長谷川智広による日本の漫画。『週刊少年ジャンプ』（集英社）において、2020年20号から2021年7号まで連載された。
人間の姿に羽化したカブトムシ「モリキング」と飼い主の藍川家たちや、同じく森林王を狙う他の（人間となった）昆虫たちとの交流・対決を描いたギャグ漫画。
本作は、長谷川が『青春兵器ナンバーワン』終了から1年後に、前担当編集者に「子供の頃はクラスの昆虫博士だった」と言ったところ、それを題材にした漫画を描くことを提案されたのが始まりである。『週刊少年ジャンプ』2019年33号にて読み切り作品『森林守護者モリキング』を掲載し、2020年20号より現在のタイトルで連載が開始された。

## ストーリー
小学3年生の藍川翔太は、父が買ってくれたカブトムシに「モリキング」と名付け、羽化するのを心待ちにしていた。購入から3か月後に羽化して成虫となったカブトムシは、何とイケメンの人間であった。彼は翔太たちに全ての虫たちの王「森林王」になることを目指していると告白する。こうしてモリキングと藍川家たちの、騒がしい日々が始まった。

## 登場人物

### 主要人物
モリキング
本作の主人公で、カブトムシが羽化した際に人間の男性となった姿。一人称は「僕」。山梨県韮崎市の王都メガロコナラ出身。体長は約210cm。学名はTrypoxylus dichotomus（トリュポクシルスディコトムス）。頭部にカブトムシに特徴的な角が生えている。
飼い主にあたる藍川家に居候しながら、全ての虫たちの王・森林王を目指して奮闘することになる。カブトムシ同様自重の20倍の物体を持ち上げる怪力と銃弾をも受け止める強靭な外皮、飛行能力に壁面を歩行する能力の他、他の昆虫たちを呼び出すことも出来る。その一方で仰向けに倒れてしまうと起き上がれない、本来カブトムシが食べられないものを食べると命に関わるなどというカブトムシ特有の弱点も持つ。なお、他の人間の前では「藍川 モリキング（あいかわ モリキング）」の名前で通している。
森林王としてこの世のあらゆる生命が幸せに暮らせる世界を望んでおり、人助けをせずにはいられない性格。その態度、立ち振る舞いも気品に満ちており、彼がカブトムシであることさえ除けば理想の若い男性といえる人柄を持つ。その性格故に王位争奪サバイバルでも殺し合いは良しとしていない。
王我を倒しモリキングになった後は、引き続き仲間たちと地球王決定戦に参加することになり、優勝を果たした。その後、メネラウスに「虫から人間に進化する」という願いを望み、これによりモリキングなど虫のままでいることを望んだ一部の虫を除き人間として生活することになった（その際、翔太を除く全ての人間から森林王などに関する記憶が失われた）。モリキングはそのまま森に帰ったものの、6年後、翔太たちの前に再び姿を現している。
読切版では「森キング（もりキング）」という名前になっている。
藍川 勝子（あいかわ しょうこ）
藍川家の長女で翔太の姉。高校1年生（高校では1年C組に在籍、読切版では中学3年生）の少女。本作におけるヒロイン兼ツッコミ担当。一人称は「アタシ」。全中柔道覇者。髪形はポニーテールで、若干自己陶酔気味な面がある。
モリキングの異質な行動に翻弄されることが多く、父親や友人達からモリキングと付き合っていると誤解されるなど、悩みの種となっている。一方、翔太の気持ちを一番に考えるなど、弟思いの優しい性格でもある。体育以外の勉強はあまり得意ではないらしく、中学3年のころに全教科で赤点を取ったことがあるほど。
6年後は大学4年生で、王香や愛王とも引き続き仲良くやっている他、家族のことも大事にしている姿勢も貫いている。また、虫のことは苦手では無くなっている。
藍川 翔太（あいかわ しょうた）
藍川家の長男で、小学3年生の男子児童（読切版では小学6年生）。モリキングの飼い主。一人称は「僕」。
昆虫が大好きで、父にカブトムシの幼虫を買って貰い、「モリキング」と名付けた。羽化して人間の姿になったモリキングを快く受け入れる等、純真無垢な性格。昆虫の生態にも詳しい。その一方で昆虫に関する情熱が過剰な面があり、しばしば暴走しては勝子を呆れさせ、時には引かせている。幼少期は体力が無く、虫を中々捕まえられなかった過去が存在する。
実は芸術性がずば抜けて高く、巨大かつ複雑な砂アートを制作したこともある。
6年後は中学3年生で、中学1年生の時に発足させた昆虫研究部の部長になった。また、登場人物で唯一、モリキングたちの記憶を残す存在となった。

### 昆虫
モリキング以外の名前は元の種族のアナグラムとなっていることが多い。また、モリキング以外の森林王候補の名前にはいずれも「王」の字が入っている。

#### 森林王候補
モリキングについては#主要人物を参照。
森林王候補は虫の姿を一部解放することで「帰虫」（インセクシオン）あるいは「虫解」（ちゅうかい）としてパワーアップする（その際、顔の一部が昆虫の姿になる）。なお、この姿になったのは劇中ではモリキングのみである。また、恐怖を感じたりした際は元の虫の姿や蛹に退化することがある。
真桐 王香（まきり おうか）
オオカマキリが人間の少女になった姿。山形県飯豊町の王都クウキデリシャス出身。一人称は「私」。体長は約152cm。学名はTenodera aridifolia。頭部にオオカマキリの触角と王冠、両腕にカマキリのトゲがついているが、普段は帽子と手袋で隠している。
成虫になるための脱皮と同時に人間の姿になった。モリキング同様森林王を目指すと同時に、自身が昆虫であることを隠すために女子高生としてバイトに明け暮れていた。心優しく他者を傷つけることを嫌う性格で王の座にも興味はなかったが、他の森林王に自国が滅ぼされてしまうことを恐れて王位争奪サバイバルに参戦、戦闘においても自身の強さを誇示することであくまで降伏を促していた。
カマキリの能力で手刀で巨大な斬撃を生み出せるが、一度モリキングと対決した際に彼に通じなかったことと彼が自国と敵対することはあり得ないと確信したことで敗北を認めた。勝子とは同じバイト先で知り合って以来、勝子や彼女の友人達とは仲が良い。種族柄食欲は極めて旺盛で、返り討ちにした光を人間の姿をしているにも関わらず捕食しかけるというとんでもない一幕もあった。ゴマちゃんというゴマシジミの護衛虫や、体内に寄生虫のハリガネムシがいる。
地球王決定戦終了後は人間となり、6年後は大学4年生となっている。
左村 王器（さむら おうき）
オオムラサキが人間の男性になった姿。北海道栗山町出身で、王国を束ねる「王家紫組」に属している。一人称は「俺」。名前は人間界で生活するために桜と考えて付けた。体長は約185cm。学名はSasakia charonda。左目にある古傷が特徴的なヤクザ風のワイルドな風貌で頭部に王冠を被っており、口には樹液を吸い取るためのストローを常に加えている。また、背中に巨大な羽根が生えていて、全力で羽ばたくと風圧で周辺の家々を吹き飛ばすほどの威力を持つ。
外見・性格ともに任侠の世界を生きる男そのものだが、その反面で幽霊が苦手である等とメンタルが弱く、驚くとショックで虫の姿や蛹に戻ってしまう。
幼虫期に護衛虫のルリと共に国を出た後に川の氾濫に巻き込まれた後に命からがら花井家に辿り着き、そのまま花井家に居候することになった。その後蛹を経て、羽化と同時に人間の姿になった。
モリキングに対しては正当なライバル心を抱いているが、それ以上に命の恩人である桜に対しては強い忠誠を抱いている。反面、王香は苦手である。また、勝子が不在の時は、彼がモリキング達に対するツッコミの役割を担う。
地球王決定戦終了後は桜への忠義を果たすため「王家紫組」の長を他の虫に譲り人間となり、6年後は環境保護団体「紫組」の会長となり、桜の家の隣にいかつい家を構えている。
鈴桴 愛王（すずばち めお）
オオスズメバチが人間の少女になった姿。高知県四万十市出身。一人称は「アタシ」。体長は約155cm。学名はVespa mandaarinia。サイドテールを王冠で結んでおり、触角はアホ毛と称して隠さずに出している。尻から針を出すことが出来る。
今時のガングロギャルな容姿で、本編開始以前の秋に羽化と同時に人間の姿となり、学校に通うなど既に人間社会に順応（勝子曰く「女子の虫が社会適応力が高い」）し、集団のトップに立つカリスマという能力を持っているため、通っている学校でファンクラブが出来たり、アイドルやモデルのスカウトが毎日来たりするほど人気が高い。
頂点（森林王）を目指すべくモリキングと対決するが、針を折られて初めての敗北を喫する（なお、当のモリキングは愛王を自分のファンだと勘違いしていた）。また、映画撮影をきっかけにモリキングに惚れてしまった。勝子や王香とは同じバイト先で出会って以降、仲が良い。
地球王決定戦終了後は人間となり、6年後は大学4年生となっている。
鍬田 王我（くわた おうが）
オオクワガタが人間の男性になった姿。福岡県久留米市出身。一人称は「俺」。体長は約225cm。学名はDorcus hopei binodulosus。頭にオオクワガタを模した大顎が生えている。
極度の昆虫至上主義者で、人間を滅ぼし虫の世界を作ろうとしていた。また「服はありのままの生命の美しい姿を否定する邪悪そのもの」として、マントを羽織っていること以外は服は一切着ていない。昆虫人間軍団「レギオン」を従えている。
モリキングとは、幼虫期に国外の大秘境「聖地ドイナカ」で修業を共にする仲であったが、森王流継承者がモリキングが選ばれたことで彼と決別。昆虫軍団の基地の最上階「照之の間」でモリキングを待ち構えた後、モリキングとの激闘の末敗れた。
敗北後は服を着るようになり、モリキングたちと共に地球王決定戦に挑む。

#### 地球王候補
ヘラクレス
ヘラクレスオオカブトが人間の男性になった姿。冷静な性格。地球王決定戦4回戦でモリキングと相撲対決を行い、敗北した。
コーカサスオオカブト
コーカサスオオカブトが人間の男性になった姿。怪力が特徴で、カブトムシを模した装甲を纏っている。地球王決定戦2回戦で王器とケツしばきあいポーカー対決を行い、敗北した。
容姿は読切版に登場したアトラスオオカブト（後述）と酷似している。
リオック
リオックがプロレスラー風の女性になった姿。一人称は「俺」。『暴食王』の異名を持つ大食漢で、勝つ為なら味すら捨てる考えを持っている。地球王決定戦1回戦で王香と大食い対決を行い、敗北した。
パラワンオオヒラタクワガタ
パラワンオオヒラタクワガタが人間の男性になった姿。強く美しい者しか生きる資格が無いと考える冷徹な性格。地球王決定戦3回戦のデスマッチでは、愛王を追い詰めるが、途中で乱入して来た王我に敗北を喫した。

#### 護衛虫（ソルダード）
黒壌 光（くろつち こう）→藍川 光（あいかわ こう）
Blattella germanica（ブラテラ・ゲルマニカ）という学名の虫が人間の男児になった姿。一人称は「僕」。体長は約123cm。
かつては王我の護衛虫だったが、戦闘能力に欠ける点と人間から忌み嫌われている種族であることから見捨てられ、途方に暮れていたところで偶然見かけた王香と対峙するも逆に敗れた。その後、藍川家で保護されていたところを彼の能力である生存能力と敏捷性を見込まれたモリキングによって、彼の護衛虫に任命された。また、外見年齢が同じ翔太とも、すぐ仲良くなった。
容姿はかなりの美少年かつ献身的で気の回る性格のため藍川夫妻にも受け入れられたが、前述の学名をネット検索して彼の本当の種族名を知ってしまった勝子は内心複雑な思いを抱いている。
その後はモリキング側の参謀的な役割を担う様になり、藍川家の地下に基地を設けたりしている。
地球王決定戦終了後は当初モリキングについて行こうとしたが、モリキングに自由に生きることを論されたことで人間になる道を選んだ。その後は藍川家の養子として正式に藍川家の家族となり、翔太と同じ中学校にも通っている（学年も同じである）。
ルリ→左村 ルリ（さむら ルリ）
ルリボシカミキリが人間の女児になった姿。一人称は「私」。体長は約130cm。王器と同じく北海道栗山町出身。学名はRosalia batesi。頭部に触角の付いた水玉模様のバンダナを巻いており、口にはマスクを付けたくノ一のような出で立ちをしている。王器のことは「若」と呼んでいる。
冷静沈着な性格で、幼虫だった当初から王器の護衛虫として行動を共にしている。データ分析に長けており、光とのビーチフラッグ対決ではデータ分析で確実に自分が負けると判断していた。
地球王決定戦終了後は人間となり、6年後は環境保護団体「紫組」の副会長となっている。
オオエンマハンミョウ
オオエンマハンミョウが人間の男性になった姿。リオックの護衛虫で、リオックと共に地球王決定戦の大食い対決に参加した。

#### 昆虫軍団（レギオン）
ハンミョウ
ハンミョウが人間の男性になった姿。ゲンジと共にモリキングと最初に対峙したレギオンのメンバー。
ゲンジ
ゲンジボタルが人間の男性になった姿。自らの尻を発行して子供達にヒトダマの怪奇現象と思わせた。「ホタホタホタ」と喋る。
鬼山（オニヤマ）
オニヤンマが人間の男性になった姿。昆虫軍団の最高幹部の一人で、昆虫軍団のアジトの香川の間で、モリキングと対峙した。
グッさん
ヨナグニサンが人間の男性になった姿。オニヤンマと同様昆虫軍団の最高幹部の一人で、昆虫軍団のアジトの香川の間で、モリキングと対峙した。

#### その他
コクワガタ
コクワガタで、モリキングと王我の師匠。森王流に最もふさわしい存在として、モリキングを森王流継承者に選んだ。
メネラウス
モルフォチョウ属が人間の老人になった姿。地球王決定戦の運営局員で、大会の進行も担当。
ハリガネムシ
ハリガネムシが人間の紳士になった姿（厳密には寄生虫である）。王香の体内（お腹の中）にいたが地球王決定戦1回戦で王香が有利に戦えるよう、初めて姿を現した。決定戦終了後は王香の体内に戻った。

### 藍川家
勝子と翔太については#主要人物を参照。
藍川 晟（あいかわ じょう）
翔太・勝子の父。モリキングを購入し、翔太にプレゼントした。一人称は「俺」。
家族想いで、特に娘の勝子を溺愛しているが、勝子からは鬱陶しがられている。
以前、夫婦のへそくりでマウンテンバイクを購入したことが家族会議の議題として挙げられたことがある。
成虫になったモリキングが人間になったことを信用できず、モリキングを勝子の彼氏と勘違いし、受け入れることに反対していたが、妻である夏の鶴の一声で受け入れざるを得なくなった。
藍川 夏（あいかわ なつ）
翔太・勝子の母。一人称は「私」。常に笑みを絶やさない穏やかな性格。夫である晟を尻に敷いており、藍川家のルールの最終決定権を持つ。
翔太同様、モリキングを快く受け入れた。
藍川 秋雄（あいかわ あきお）
翔太・勝子の母方の祖父。藍川家とは別の家で夫婦共々暮らしており、久々に藍川家へ遊びに来た際、モリキングの存在などに驚愕しつつも、モリキングに翔太のことを託した。
藍川 冬子（あいかわ ふゆこ）
翔太・勝子の母方の祖母。翔太や娘の夏と同様細かいことは気にしない性格で、モリキングの存在をすんなり受け入れた。

### その他
花井 桜（はない さくら）
藍川家の隣家に住む翔太の同級生の女子児童。王器の飼い主。一人称は「私」。翔太と肩を並べるほどの純真無垢な性格の持ち主で、翔太に対し好意を抱いている節が見られる。
庭で幼虫だった王器とルリを見つけて保護し、王器達が羽化と同時に人間の姿になった後に犬のチャッピーに続くペットとして飼い始めた（一応両親からの承諾は得ているが、父親は号泣していたらしい）。
6年後は中学3年生で、翔太が部長の昆虫研究部の部員になった。また、隣の王器の家がいかついことに頭を悩ませている他、ツッコミをこなす様にもなった。
「花井」という姓は同作者の前々作『恋のキューピッド 焼野原塵』のヒロイン・花井ユリ子と同じ。
三谷 一美（みたに かずみ）、藤 ヒロ子（ふじ ヒロこ）
勝子の親友である二人組の少女。黒髪ショートヘアの活発な少女が一美、長い前髪で両目を隠した照れ屋な少女がヒロ子。
モリキングを勝子の彼氏と勘違いしているが、勝子の紹介で王香と仲良くなった。
警察官
勤続30年の警察官。偶然出会ったモリキングを当初変質者扱いして逮捕しようとしていたが、町の人々を守り人々から慕われているモリキングを姿を見て以降、彼に銀行強盗の検挙の協力を願い出るまでになった。
今森（いまもり）
50歳の映画監督。学園ラブストーリーの映画を作るつもりだったが、モリキングと愛王の予想外の演技に戸惑いながらも、虫を題材とした特撮ヒーロー映画に変更、大ヒットすることになった。
的場 甲一（まとば こういち）
藍川家がモリキングを買ったペットショップ『ペット天国』の店長で、昆虫育成が趣味。翔太を弟子と呼んでいる。
人間化したモリキングたちに戸惑いながらも、地球王決定戦を控えた彼らに修業をつけた。

### 読切版のみ登場
アトラスオオカブト
アトラスオオカブトが人間の男性になった姿。角が付いた鎧を装着し、自らを「ジャングルキング」と自称している。好物はフィリピン産のバナナ。
森キングを消してほしいという国からの依頼を受けて森キングとの相撲対決に挑むが、最後は森キングの大和投げにより敗北を喫した。
勝子の祖母
勝子・翔太の祖母。翔太同様純真無垢な性格で、森キングを受け入れた。

## 用語
森林王（しんりんおう）
モリキングが目指している、数億年に一度現れると言われている全ての昆虫の頂点の座。森林王になる昆虫は外の世界で生き抜くという掟が存在する。王の候補は虫の世界5か国から1国につき1匹ずつ選出され、そのうちの1体がモリキングになれる。王の候補は羽化と同時に人間の姿と体格になり、元々持っていた虫としての能力も人間大相応にスケールアップされる。
地球王（ホシキング）
全地球の昆虫の頂点の座。モリキングが森林王になったのと同時に、地球王決定戦が開催された。
虫の世界（むしのせかい）
5つの世界に分かれていて、森林王候補は1国につき1匹が代表として選出される。
護衛虫（ソルダード）
王の候補に次ぐ実力を持った虫たちで、2匹まで護衛虫を戦いに加えることが出来る。光のように王候補同様人型のケースもあれば、ゴマちゃんのように普通の姿の場合もある。
昆虫軍団（レギオン）
王我の護衛虫たち。2匹までというルールに逆らい、集団で結成している。率いていた王我がモリキングに敗北したのを機に解体された。

## 書誌情報
- 長谷川智広 『森林王者モリキング』 集英社〈ジャンプ・コミックス〉、全4巻
  1. 「羽化」2020年8月9日発行（2020年8月4日発売[集 1]）、ISBN 978-4-08-882379-9
  2. 「親友」2020年10月7日発行（2020年10月2日発売[集 2]）、ISBN 978-4-08-882426-0
  3. 「世界」2021年1月9日発行（2021年1月4日発売[集 3]）、ISBN 978-4-08-882528-1
  4. 「僕のカブトムシ」2021年4月7日発行（2021年4月2日発売、『バイトリーダー鉄澤〜不撓の七日間〜』を同時収録[集 4]）、ISBN 978-4-08-882592-2

## 関連リンク
- 森林王者モリキング